# Siberia Country Club
Siberia Country Club es el primer álbum como solista de Richard Coleman. En la presentación del disco Coleman dijo que el disco está dedicado a Gustavo Cerati quien participa en una de las canciones.

## Canciones
Todas las canciones escritas y compuestas por Coleman, excepto donde esta anotado.
1. Turbio Elixir
2. Normal
3. Hamacándote
4. Casa de Papel
5. Es Tres (Coleman/Butrón)
6. Escarabajo (Butrón)
7. Jamás
8. Jardines Líquidos
9. Memoria
10. "Cosas"
11. Veneno

## Personal
- Richard Coleman: Voces, Guitarras, Efectos, Teclados, Programación.
- Daniel Castro: Bajos.
- Jorge Araujo: Batería
- Ulises Butrón: Guitarra en 03, 04, 05 y 06, Teclados en 03.
- Gustavo Cerati: Guitarras y Efectos en 02.
- Gonzalo Córdoba: Guitarra en 05.
- Bodie Datino: Sintetizadores en 05.
- Sebastián Escofet: Mística.
- Tweety González: Sintetizadores en 01, 03, 04, 05, 06, 09, 11 y Piano Rhodes en 06.
- Hernán Reinaudo: Guitarra Española en 11.